# Contalmaison
Contalmaison (picardisch: Cantamoaison) ist eine nordfranzösische Gemeinde mit 122 Einwohnern (Stand 1. Januar 2022) im Département Somme in der Region Hauts-de-France. Die Gemeinde gehört zum Kanton Albert und ist Teil der Communauté de communes du Pays du Coquelicot.

## Geographie
Das sieben Kilometer nordöstlich von Albert gelegene Contalmaison liegt an den Départementsstraßen 20 und 147 und erstreckt sich im Norden bis an die Départementsstraße 929 von Albert nach Bapaume. Zur Gemeinde gehört die Ferme de la Trouée.

## Geschichte
Die Gemeinde, eines der Zentren der Kämpfe am 1. Juli 1916 während der Schlacht an der Somme, bei der auch das Schloss zerstört wurde, erhielt als Auszeichnung das Croix de guerre 1914–1918.

## Einwohner
| 1962 | 1968 | 1975 | 1982 | 1990 | 1999 | 2006 | 2010 |
| ---- | ---- | ---- | ---- | ---- | ---- | ---- | ---- |
| 92   | 84   | 106  | 101  | 104  | 98   | 119  | 123  |

## Verwaltung
Bürgermeister (maire) ist seit 2008 Patricia Leroy.	

## Sehenswürdigkeiten
- Kirche Saint-Léger
- Soldatenfriedhof und zwei Kriegsgedenkstätten, darunter das 2004 eingeweihte McCrae’s Battalion Great War Memorial